# Anzing (Gemeinde Würmla)
Anzing ist ein Ortsteil der Marktgemeinde Würmla in Niederösterreich.

## Geografie
Der kleine Ort liegt südlich von Würmla und ist landwirtschaftlich geprägt. Er ist über die Landesstraße L2223 erreichbar.

## Geschichte
Im Jahr 1822 wurde der Ort als Dorf mit 20 Häusern genannt, das nach Würmla eingepfarrt war, wohin auch die Kinder eingeschult wurden. Die Herrschaft Murstetten besaß die Ortsobrigkeit, die Herrschaft Neulengbach übte die Landgerichtsbarkeit aus und die Herrschaft Wirmla besorgte die Konskription. Die Untertanen und Grundholde des Ortes gehörten den Herrschaften Würmla und Murstetten. Laut Adressbuch von Österreich waren im Jahr 1938 in Anzing ein Gastwirt und ein Landwirt mit Ab-Hof-Verkauf ansässig.

## Persönlichkeiten
- Alois Anzenberger (1923–2005), Bürgermeister in Würmla, Abgeordneter zum nö. Landtag und Mitglied des Bundesrates